# Bridgnorth Cliff Railway
| Bridgnorth Cliff Railway                                                    | Bridgnorth Cliff Railway |
| --------------------------------------------------------------------------- | ------------------------ |
| Bridgnorth Cliff Railway Blick auf die Talstation am Ufer des Severn (2004) |                          |
| Streckenlänge:                                                              | 0,061 km                 |
| Spurweite:                                                                  | 1067 mm (Kapspur)        |
|                                                                             |                          |

Die Bridgnorth Cliff Railway ist eine Standseilbahn in der Stadt Bridgnorth in Großbritannien. Die auch als „Castle Hill Railway“ oder „Bridgnorth Funicular Railway“ bezeichnete Anlage ist die einzige Standseilbahn der Britischen Inseln mit einer städtischen Nahverkehrsfunktion.

## Geschichte und Beschreibung

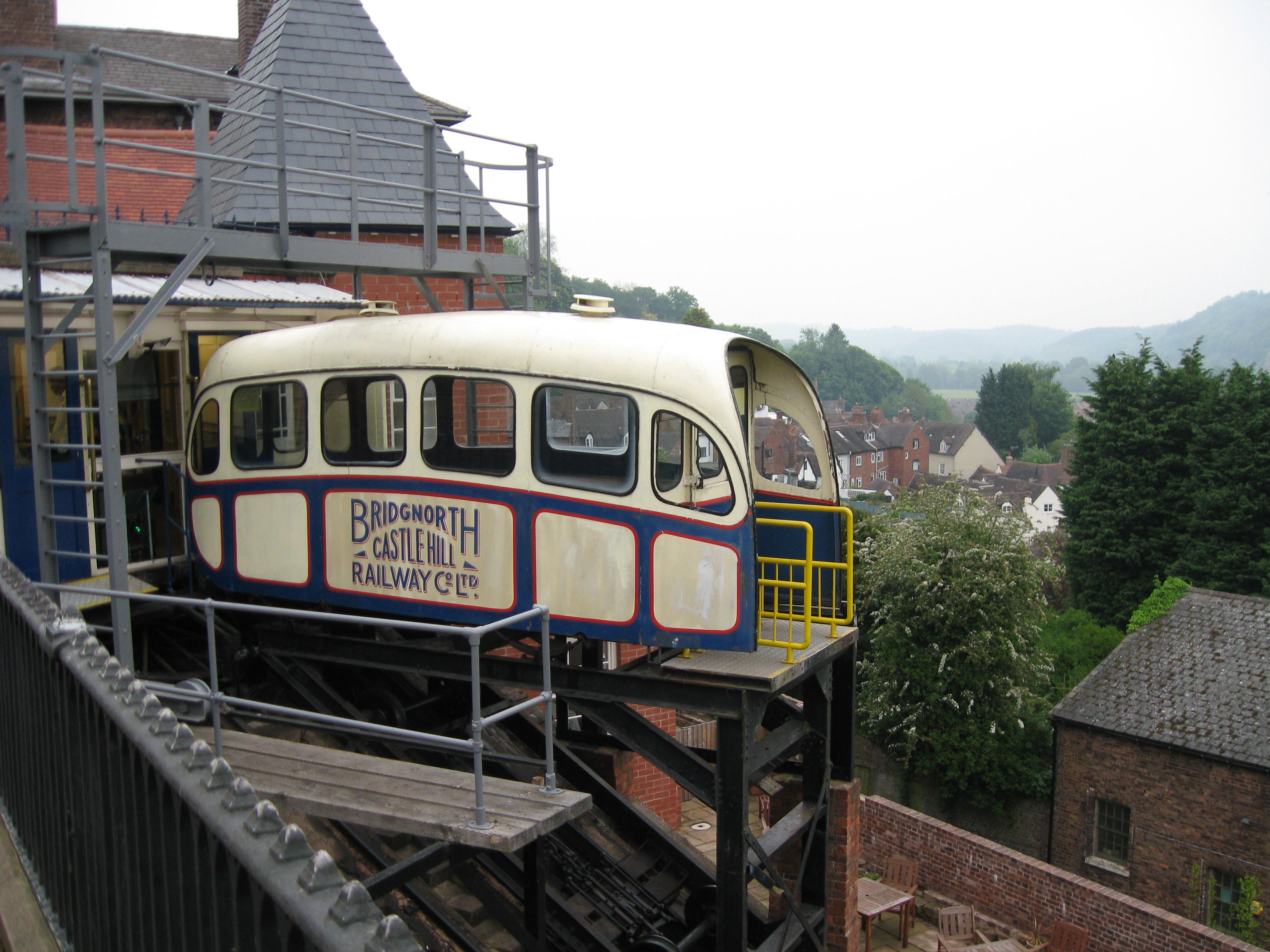
Wagen an der Bergstation (2009)

Bridgnorth liegt ca. 35 km westlich von Birmingham in der Grafschaft Shropshire im Herzen von England. Der Ort besteht aus einer Unterstadt östlich des Flusses Severn und einer höher gelegenen Oberstadt auf dessen Westseite.
Am 2. November 1891 wurde mit dem Bau der Standseilbahn vom westlichen Ufer hinauf zur Oberstadt begonnen, die am 7. Juli 1892 in Betrieb genommen wurde. Nach der East Hill Cliff Railway in Hastings ist sie mit einer Steigung von bis zu 64 % die zweitsteilste britische Bahn. Auf einer Länge von 61 m überwindet sie einen Höhenunterschied von 33,8 m. Die ursprünglich eingleisig mit einer Ausweiche geplante Strecke wurde zweigleisig angelegt, die Spurweite beträgt 1067 mm (Kapspur). Eigentümer und Betreiber ist bis heute die am 5. Oktober 1891 gegründete Bridgnorth Castle Hill Railway Company Limited.
Ursprünglich war die Bahn mit einem Wasserballastantrieb ausgestattet. Dabei wurde ein 9100 l fassender Tank unter dem Boden des in der Bergstation stehenden Fahrzeugs mit Wasser gefüllt. Durch dessen Gewicht wurde dieses talwärts und über die beiden Zugseile und einen Umlenkmechanismus zugleich das entgegenkommende Fahrzeug bergwärts gezogen. Nach der Ankunft in der Talstation wurde der Tank geleert und das Wasser wieder in den 140.000 l fassenden Tank in der Bergstation gepumpt.
1944 wurde die Bahn auf elektrischen Antrieb umgestellt. Der unter der Bergstation befindliche Traktionsmotor leistet mittels einer Wechselspannung von 415 V 32 PS. Er bewegt gegenläufig zwei Zugseile, wobei er eines aufrollt und zeitgleich das andere entsprechend abrollt.
Die beiden etwa 5,5 t schweren Fahrzeuge mit Wagenkästen in Aluminiumbauweise stammen aus dem Jahr 1955. Sie haben eine Kapazität von maximal 18 Fahrgästen und ersetzten die Wagen mit hölzernen Aufbauten der ersten Generation. 1972 wurden die Gleise erneuert und Schienen des Typs Bull Head Rail installiert.
Die Bahn verkehrt nahezu 200-mal täglich an 362 Tagen im Jahr. Der Preis für eine Hin- und Rückfahrt betrug im Jahr 2024 2,00 £.

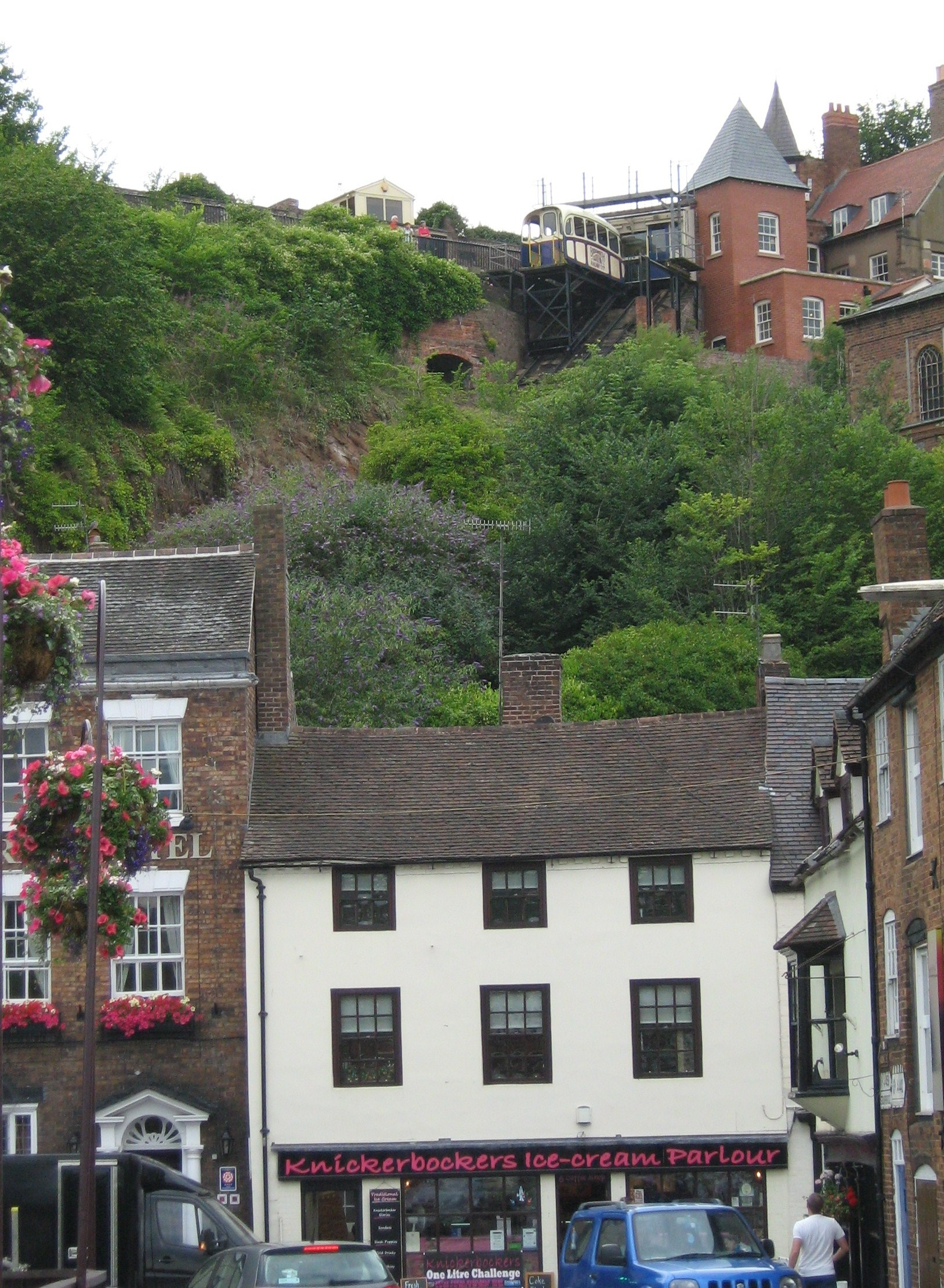
Blick vom Tal auf die Bergstation
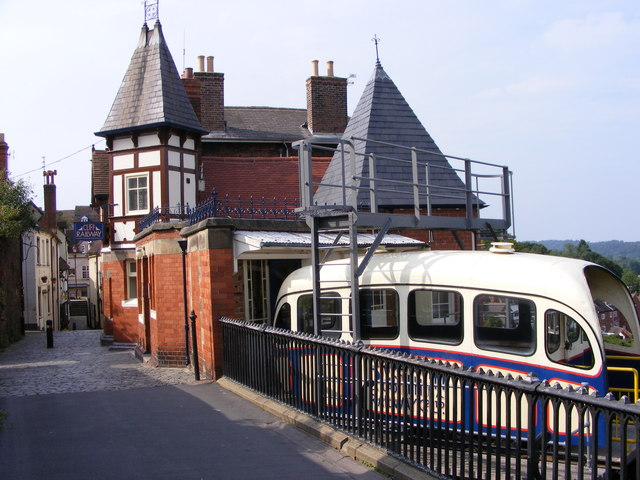
Bergstation
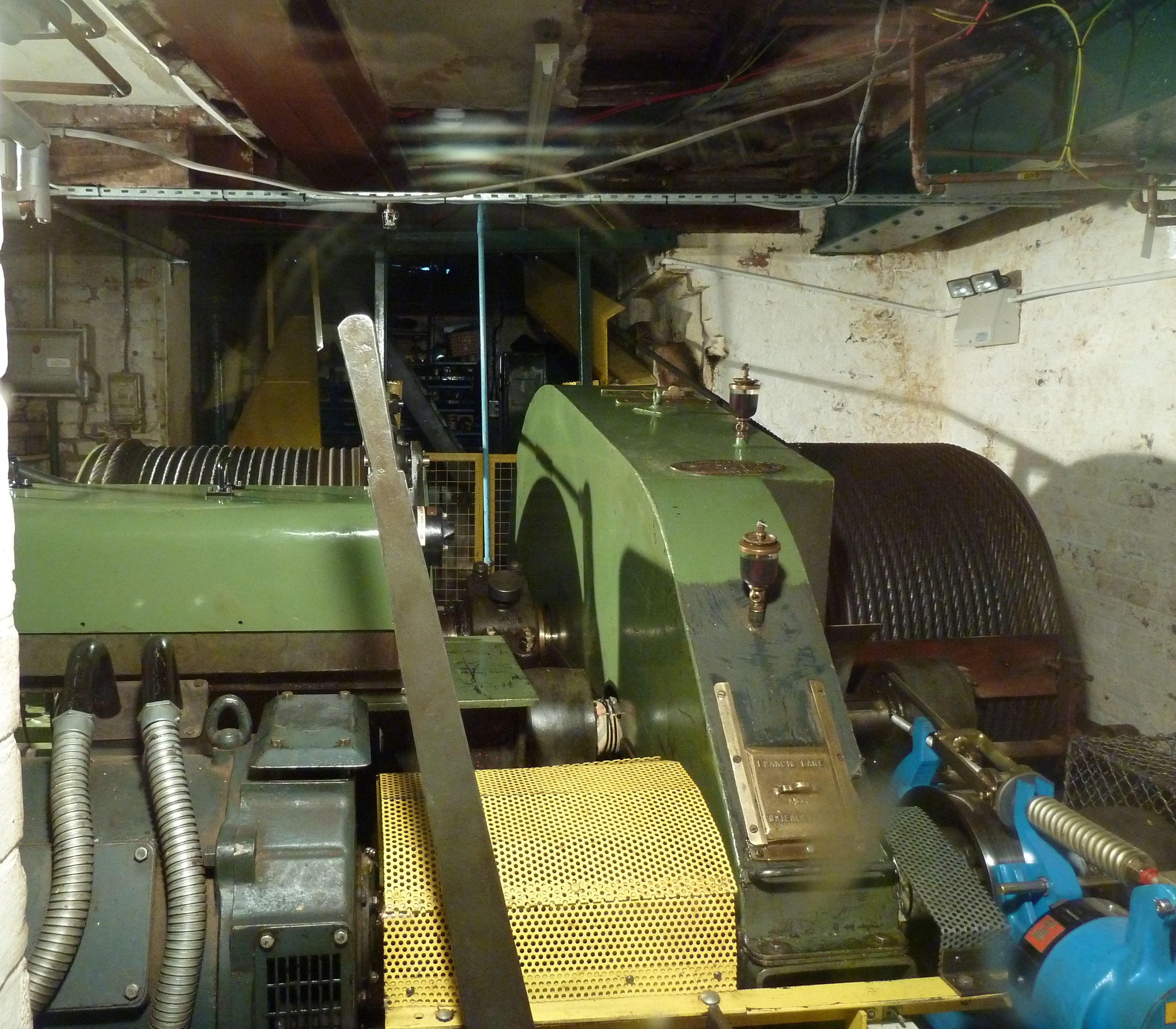
Traktionsmotor und Seilwinden
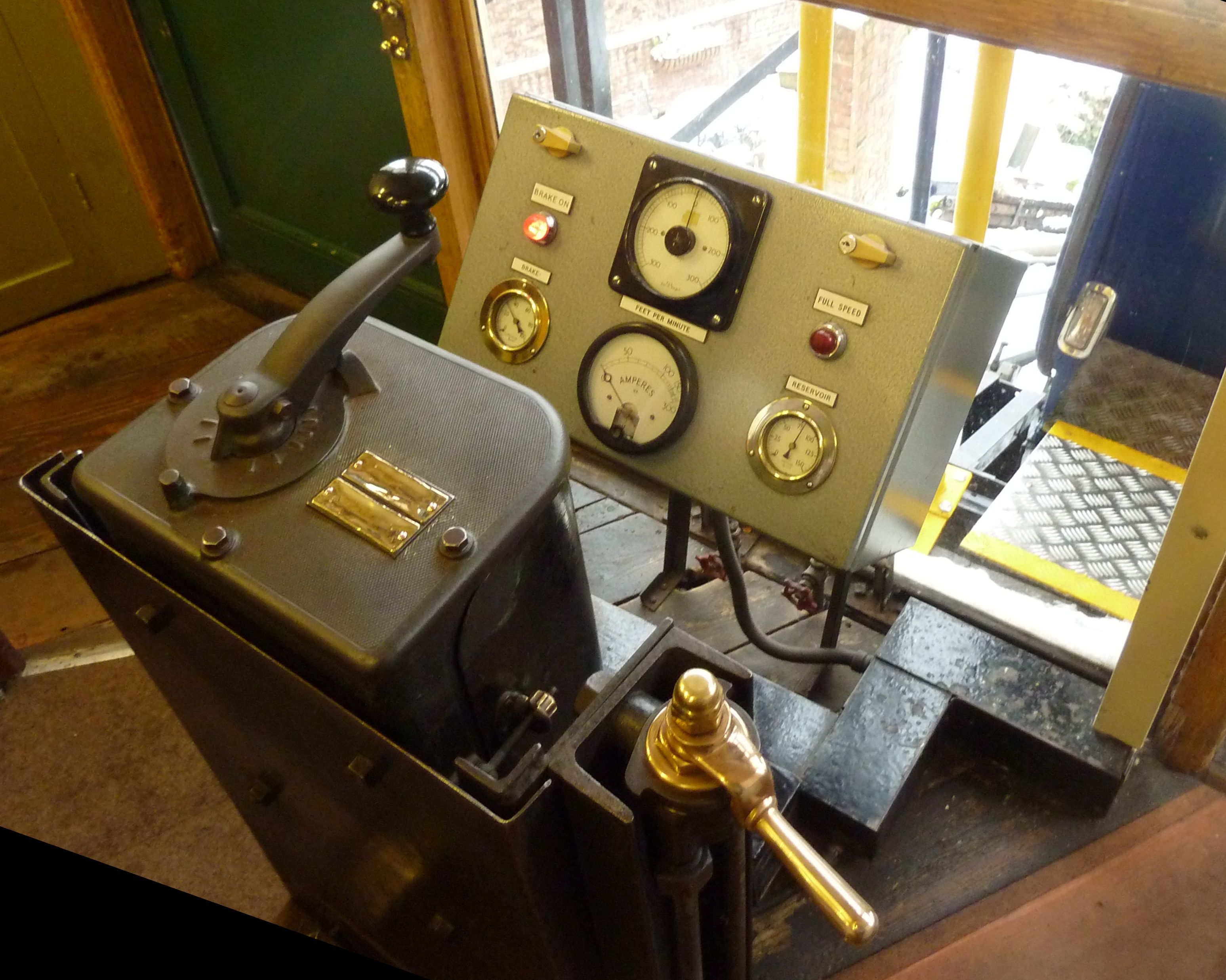
Fahrpult